# Nederlandse kampioenschappen schaatsen afstanden 2015
De Nederlandse kampioenschappen afstanden 2015 werden van 31 oktober tot en met 2 november 2014 gehouden in de overdekte schaatshal Thialf in Heerenveen. Tijdens deze NK Afstanden (m/v) waren er naast de nationale titels op de afstanden ook plaatsbewijzen te verdienen voor de vier wereldbekerwedstrijden die op het kampioenschap volgen.
Titelverdedigers waren bij de mannen Jan Smeekens, Kjeld Nuis, Koen Verweij en tweemaal Sven Kramer. Smeekens en Nuis prolongeerden hun titels, Verweij werd opgevolgd door Kramer die zijn titel op de 5000 meter wel prolongeerde, maar die op de tien kilometer Jorrit Bergsma zag winnen. Bij de vrouwen wonnen Margot Boer, Marrit Leenstra, Jorien ter Mors, Ireen Wüst en Yvonne Nauta het jaar ervoor. Boer en Leenstra verlengden hun titel, Ter Mors verdedigde haar titel niet en werd opgevolgd door Wüst die ook de 3000 meter won. Nauta werd op de 5000 opgevolgd door Carien Kleibeuker.
Kjeld Nuis reed op de 1000 meter naar de Nederlandse titel in een tijd van 1.08,25 wat een baanrecord en zelfs een wereldrecord laaglandbaan betekende.

## Tijdschema
Het tijdschema was in grote lijnen gelijk aan de vorige editie. Alleen de volgorde op de zaterdag was enigszins omgegooid. Op de zondagavond na afloop van de Nederlandse kampioenschappen vond er voor zowel vrouwen als mannen nog een selectiewedstrijd voor de massastart plaats aan de hand mede waarvan de selectie voor de wereldbekers massastart bepaald werd. Deze wedstrijden golden niet als een Nederlands kampioenschap en werden gewonnen door Gerben Jorritsma bij de mannen en Rixt Meijer bij de vrouwen.
| Programma           |           | |
| Datum               | Aanvang   | Onderdeel |
| Vrijdag 31 oktober  | 14:25 uur | 500 meter mannen 1e run 5000 meter mannen 500 meter mannen 2e run 1500 meter vrouwen                                                                     |
| Zaterdag 1 november | 14:00 uur | 500 meter vrouwen 1e run 3000 meter vrouwen 500 meter vrouwen 2e run 1500 meter mannen                                                                   |
| Zondag 2 november   | 12:15 uur | 5000 meter vrouwen 1000 meter mannen 1000 meter vrouwen 10.000 meter mannen Massastart vrouwen (selectiewedstrijd) Massastart mannen (selectiewedstrijd) |

## Medailles

### Mannen
| Onderdeel        | Goud                            | Goud                 | Zilver                              | Zilver               | Brons                                 | Brons                |
| ---------------- | ------------------------------- | -------------------- | ----------------------------------- | -------------------- | ------------------------------------- | -------------------- |
| 2x500 m details  | Jan Smeekens Team LottoNL-Jumbo | 69.870 (35,02/34,85) | Michel Mulder Team Beslist.nl       | 70.380 (35,15/35,23) | Pim Schipper Team Beslist.nl          | 70.590 (35,41/35,18) |
| 1000 m details   | Kjeld Nuis Team LottoNL-Jumbo   | 1.08,25              | Stefan Groothuis Team LottoNL-Jumbo | 1.08,56              | Koen Verweij Team Corendon            | 1.09,15              |
| 1500 m details   | Sven Kramer Team LottoNL-Jumbo  | 1.46,14              | Koen Verweij Team Corendon          | 1.46,47              | Thomas Krol Team Beslist.nl           | 1.46,47              |
| 5000 m details   | Sven Kramer Team LottoNL-Jumbo  | 6.16,60              | Jorrit Bergsma Clafis               | 6.18,49              | Wouter olde Heuvel Team LottoNL-Jumbo | 6.21,47              |
| 10.000 m details | Jorrit Bergsma Clafis           | 12.59,16             | Bob de Jong Team New Balance        | 13.07,98             | Erik Jan Kooiman Clafis               | 13.09,84             |

### Vrouwen
| Onderdeel       | Goud                          | Goud                 | Zilver                        | Zilver               | Brons                                      | Brons                |
| --------------- | ----------------------------- | -------------------- | ----------------------------- | -------------------- | ------------------------------------------ | -------------------- |
| 2x500 m details | Margot Boer Team Continu      | 76.700 (38,31/38,39) | Thijsje Oenema Team Continu   | 76.890 (38,52/38,37) | Bo van der Werff AfterPay-Development Team | 77.450 (38,84/38,61) |
| 1000 m details  | Marrit Leenstra Team Corendon | 1.15,17              | Ireen Wüst Team Continu       | 1.15,28              | Laurine van Riessen Team LottoNL-Jumbo     | 1.16,59              |
| 1500 m details  | Ireen Wüst Team Continu       | 1.55,43              | Marrit Leenstra Team Corendon | 1.57,27              | Antoinette de Jong Clafis                  | 1.57,54              |
| 3000 m details  | Ireen Wüst Team Continu       | 4.04,50              | Jorien Voorhuis Team Continu  | 4.06,00              | Carlijn Achtereekte Clafis                 | 4.07,13              |
| 5000 m details  | Carien Kleibeuker Clafis      | 7.00,67              | Carlijn Achtereekte Clafis    | 7.02,45              | Jorien Voorhuis Team Continu               | 7.03,54              |

## Medaillespiegel teams
| Plaats | Teams                     | Goud | Zilver | Brons | Totaal |
| 1      | Team LottoNL-Jumbo        | 4    | 1      | 2     | 7      |
| 2      | Team Continu              | 3    | 3      | 1     | 7      |
| 3      | Clafis                    | 2    | 2      | 3     | 7      |
| 4      | Team Corendon             | 1    | 2      | 1     | 4      |
| 5      | Team Beslist.nl           | 0    | 1      | 2     | 3      |
| 6      | Team New Balance          | 0    | 1      | 0     | 1      |
| 7      | AfterPay-Development Team | 0    | 0      | 1     | 1      |
| Totaal | Totaal                    | 10   | 10     | 10    | 30     |